# Келеган, Питер
Питер Келеган (англ. Peter Keleghan; род. 16 сентября 1959, Монреаль, Квебек, Канада) — канадский характерный актёр.

## Ранняя жизнь
Питер Келеган родился и вырос в Монреале, провинция Квебек. Родители будущего актёра иммигрировали в Канаду из Англии в 1957 году. Отец Питера, Стэнли Кракус, был родом из Польши, в годы Второй мировой войны был узником нацистских концлагерей, после войны переехал в Лондон, где встретил будущую супругу — ирландку Риту Келеган.
В 1984 году Питер Келеган получил степень бакалавра в области английской драмы в Йоркском университете.

## Карьера
Дебютировал в 1983 году в молодёжной комедии «Сумасброды» в главной роли. С тех пор за актёром закрепилось комедийное амплуа: Келеган часто играет глуповатых и комичных персонажей, преимущественно на телевидении.
В 1990-х актёр жил в «Лос-Анджелесе, где снимался в американских телесериалах. Первым успехом для Келегана стала небольшая, но заметная роль в одном из эпизодов ситкома «Сайнфелд».
В 2000 году сыграл роль мистера Уэйна в фильме ужасов «Оборотень» режиссёра Джона Фоусета.
В 2008 году начал сниматься в детективном телесериале «Расследование Мёрдока» в роли правительственного агента Терренса Майерса.

## Личная жизнь
В 2001 году женился на актрисе Лие Пинсент.
В интервью The Globe and Mail в 2017 году негативно высказывался о президенте США Дональде Трампе:

Мы живем в эпоху, когда Трамп – ханжа, расист и женоненавистник, издевающийся над людьми с ограниченными возможностями – может быть избран и стать так называемым лидером свободного мира. И когда вы посмотрите на все потрясения в остальном мире, вы увидите сдвиг вправо, происходящий с Brexit, Трампом и тем, что происходит в Европе. Здесь это легко могло произойти. Мы должны быть очень бдительными в отношении защиты инклюзивности и прогрессивности Канады.
Оригинальный текст (англ.)We live in an era when Trump – a bigot, racist and misogynist who mocks disabled people – can be elected and become the so-called leader of the free world. And when you look at all the disruption in the rest of the world, you see a swing to the right happening with Brexit and Trump and what's happening in Europe. It could easily happen here. We have to be very vigilant about protecting Canada's inclusiveness and progressiveness.

## Фильмография
| Год       |     | Русское название                           | Оригинальное название                    | Роль                       |
| --------- | --- | ------------------------------------------ | ---------------------------------------- | -------------------------- |
| 1983      | ф   | Сумасброды                                 | Screwballs                               | Рик Маккей                 |
| 1992      | с   | Главный госпиталь                          | General Hospital                         | Барри Дурбан               |
| 1992      | с   | Весёлая компания                           | Cheers                                   | Кирби                      |
| 1993      | с   | Мерфи Браун                                | Murphy Brown                             | Джефф                      |
| 1993      | с   | Сайнфелд                                   | Seinfeld                                 | Ллойд Браун                |
| 1994      | ф   | Патрульная машина 54                       | Car 54, Where Are You?                   | окружной прокурор          |
| 1994      | с   | Вайпер                                     | Viper                                    | Арни Невельсон             |
| 1996      | с   | Рыцарь навсегда                            | Forever Knight                           | Джеффорд Уэйнтрофф         |
| 1996      | с   | Мурашки                                    | Goosebumps                               | Джеффри Бёртон             |
| 1997      | ф   | Настоящая блондинка                        | The Real Blonde                          | успешный актёр             |
| 1997      | тф  | Элвис встречает Никсона                    | Elvis meets Nixon                        | пилот                      |
| 1997      | кор | Семь врат                                  | Seven Gates                              | Дженкинс                   |
| 1998      | с   | Приключения Ширли Холмс                    | The Adventures of Shirley Holmes         | мистер Хоскинс             |
| 1998—2001 | с   | Сделано в Канаде                           | Made in Canada                           | Алан Рой                   |
| 1998      | тф  | Блэкджек                                   | Blackjack                                | Бобби Стерн                |
| 1998      | ф   | Собиратель костей                          | Bone Daddy                               | Фил Тарнауэр               |
| 1998      | с   | Пси Фактор: Хроники паранормальных явлений | PSI Factor: Chronicles of the Paranormal | офицер Роджер Кардинал     |
| 1999      | ф   | Темные воды                                | Water Damage                             | Сэнди Адамс                |
| 1999      | тф  | В компании шпионов                         | In the Company of Spies                  | Норманн Фитцджеральд       |
| 2000      | с   | Земля: Последний конфликт                  | Earth: Final Conflict                    | Элай Хэнсон                |
| 2000      | с   | Томми-оборотень                            | Big Wolf on Campus                       | Гордон Берри / Сатана      |
| 2000      | ф   | Разбойник                                  | The Highwayman                           | Боб                        |
| 2000      | ф   | Оборотень                                  | Ginger Snaps                             | мистер Уэйн                |
| 2002      | ф   | Убить Смучи                                | Death to Smoochy                         | телеведущий                |
| 2002      | с   | Зак и секретные материалы                  | The Zack Files                           | мистер Мантейфель          |
| 2003      | с   | Миссия ясновидения                         | 1-800-Missing                            | сенатор Метклаф            |
| 2003      | ф   | Пансион Джерико                            | Jericho Mansions                         | Билл Черри                 |
| 2004      | с   | Близкие друзья                             | Queer as Folk                            | Джеффри Пендерграсс        |
| 2005      | ф   | Оптом дешевле 2                            | Cheaper by the Dozen 2                   | Майк Романов               |
| 2006      | ф   | Мотель «Ниагара»                           | Niagara Motel                            | Генри                      |
| 2006—2007 | мс  | Руби Глум                                  | Ruby Gloom                               | Пугливая летучая мышь      |
| 2006—2008 | мс  | Капитан Фламинго                           | Captain Flamingo                         | «Рассказчик»               |
| 2007      | ф   | Выкуп                                      | Butterfly on a Wheel                     | Карл Грейнджер             |
| 2008      | ф   | Рождество семейки Куперов                  | Coopers' Camera                          | Тим Купер                  |
| 2008—2025 | с   | Расследование Мёрдока                      | Murdoch Mysteries                        | агент Терренс Майерс       |
| 2009      | ф   | Я дьявол                                   | Leslie, My Name Is Evil                  | Уолтер, отец Перри         |
| 2010      | тф  | Любовные письма                            | Love Letters                             | Энди                       |
| 2010—2011 | с   | 18 для жизни                               | 18 to Life                               | Бен Беллоу                 |
| 2012—2017 | с   | В надежде на спасение                      | Saving Hope                              | Рэндалл Крейн              |
| 2013      | ф   | Большая афера                              | The Grand Seduction                      | Трип Андерсон              |
| 2014      | с   | Лучшие разоблачённые планы                 | The Best Laid Plans                      | Эрик Кэмерон               |
| 2015      | с   | Форс-мажоры                                | Suits                                    | Эйвери МакКернон           |
| 2016      | ф   | Последние дни Сэйди на Земле               | Sadie's Last Days on Earth               | Роджер Митчелл             |
| 2017—2023 | с   | Работающие мамы                            | Workin' Moms                             | Ричард Гринвуд             |
| 2019      | с   | Хадсон и Рекс                              | Hudson & Rex                             | Сэм Бронштейн              |
| 2021      | с   | Медперсонал                                | Nurses                                   | доктор Шор                 |
| 2024      | с   | Семейная юрфирма                           | Family Law                               | киноактёр Зандер Дэвенпорт |
| 2024      | с   | Как умереть в одиночестве                  | How to Die Alone                         | Сэм Коэн                   |
| 2025      | с   | Небольшие достижимые цели                  | Small Achievable Goals                   | Майкл                      |